# U 612
U 612 war ein deutsches U-Boot vom Typ VII C der Kriegsmarine im Zweiten Weltkrieg. Nach einer Kollision mit einem weiteren U-Boot wurde U 612 als Schulboot verwendet.
Das titelgebende U-Boot in der im Jahr 2018 erstmals ausgestrahlten Serie "Das Boot" trägt zwar denselben Namen, ist jedoch nicht identisch mit U 612.

## Bau und Indienststellung
U 612 wurde am 21. April 1941 bei Blohm & Voss in Hamburg auf Kiel gelegt, der Stapellauf erfolgte am 9. Januar 1942. Am 5. März 1942 wurde es unter dem Kommando von Oberleutnant zur See Paul Siegmann in Dienst gestellt.

## Kommandanten
- Paul Siegmann wurde am 24. Mai 1913 in Hamburg geboren und trat 1935 in die Kriegsmarine ein. Von 1940 bis 1941 diente er als 1. Wachoffizier (WO) auf dem Torpedoboot Greif. Im Anschluss an seine U-Bootausbildung wurde er zunächst der 7. U-Flottille zugeteilt, dann absolvierte er einen U-Boot-Kommandanten-Lehrgang bei der 24. U-Flottille. In Anschluss an die Baubelehrung von Januar bis März 1942 übernahm Siegmann am 5. März 1942 das Kommando auf U 612.[3] Er wurde am selben Tag zum Kapitänleutnant befördert. Eine Woche später kollidierte sein Boot mit einem anderen U-Boot und sank.[4]
- Theodor Petersen wurde am 14. Januar 1914 in Flensburg geboren und trat 1934 in die Reichsmarine ein. Von 1940 bis 1942 fuhr er als Unteroffizier im Range eines Obersteuermanns und als 3. WO auf U 138 und U 43. Von Mai 1942 bis Februar 1943 fuhr Petersen als 1. WO auf U 181. Am 1. Januar 1943 wurde er zum Oberleutnant zur See befördert. Am 31. Mai 1943 erhielt er das Kommando auf U 612, das er bis zum 20. Februar 1944 innehatte.[5]
- Hans-Peter Dick wurde am 13. November 1920 in Dresden geboren und trat 1939 in die Kriegsmarine ein. Von Oktober bis November 1942 diente er als WO bei der 5. U-Flottille in Kiel. Im Dezember desselben Jahres wurde er 1. WO auf dem neu in Dienst gestellten U 713, auf dem er bis zum November 1943 an zwei Unternehmungen im Nordmeer teilnahm. Im Anschluss an seinen Kommandantenlehrgang übernahm Dick am 21. Februar 1944 das Kommando auf U 612, das er bis zur Versenkung des Bootes innehatte.[6]

## Einsätze
Am 5. März 1942 wurde das Boot der 5. U-Flottille zugeteilt, die in Kiel stationiert war. In dieser Zeit unternahm Kommandant Siegmann Ausbildungsfahrten in der Ostsee zum Training der Besatzung und zum Einfahren des Bootes.
U 612 sank während einer Übungsfahrt am 6. August 1942 nach einer Kollision mit U 444. Hierbei kamen zwei Besatzungsmitglieder ums Leben.
Das Boot konnte unter dem Einsatz zweier Schwimmkräne aus einer Tiefe von 48 Metern geborgen werden. Nach zwölf Tagen erreichten die Schwimmkräne Danzig und das Boot wurde ausgepumpt. Die Besatzung wurde währenddessen in Danzig auf einem Ozeandampfer der Hamburg-Amerika-Linie (HAPAG) untergebracht.
Es stellte sich heraus, dass die Beschädigungen erheblicher waren, als angenommen. Die Zentrale war mit Sand, Algen und Öl verdreckt, und das Vorschiff war vollgelaufen. Durch ein nicht geschlossenes Sprachrohr, das den U-Boot-Turm mit dem Funkraum verband, war Seewasser in die vorderen Abteilungen gedrungen und hatte die Batterien, beide Funkräume sowie die Offiziers- und die Unteroffiziersräume beschädigt. Der ursprüngliche Plan, das Boot nach der Säuberung erneut in Dienst zu stellen wurde aufgegeben. Kommandant Siegmann und seine Besatzung übernahmen einige Monate später stattdessen U 230. Bei der Indienststellung an der Tirpitz-Mole in Kiel wurde die Flagge von U 612 gehisst, die von der Besatzung mit auf das neue Boot genommen worden war.
U 612 fand im Folgenden nur noch in der U-Boot-Ausbildung Verwendung. Am 31. Mai 1943 wurde das Boot der 24. U-Flottille zugeteilt und diente in deren Standort Memel der U-Boot-Kommandanten-Schießausbildung. Anfang März wurde das Boot der in Hamburg stationierten 31. U-Flottille zugeteilt.

### Weitere Besatzungsmitglieder
- Herbert A. Werner, später selbst U-Boot-Kommandant, diente als 1. WO auf U 612. Durch die Veröffentlichung des autobiographischen Buches Die eisernen Särge erlangte Werner einen hohen Bekanntheitsgrad und löste die – später auch von Lothar-Günther Buchheim aufgegriffene – Debatte um den „Rammbefehl“ aus. In seiner umstrittenen Darstellung erläuterte Werner sein Verständnis der Anweisungen von Karl Dönitz zum Angriff der U-Boote auf die Schiffe der Invasionsflotte der Alliierten.[11] In seinem im Jahre 1970 veröffentlichten Buch gab Werner hierzu den Wortlaut einer Ansprache Hans-Rudolf Rösings vor U-Boot-Kommandanten wieder, in dem der damalige Flottillenchef die Kommandanten Werners Ansicht nach zu selbstmörderischen Einsätzen gedrängt habe. Der Marinehistoriker Jürgen Rohwer bezeichnete Werner daraufhin als „hemmungslosen Aufschneider“ und die Schilderung als unzutreffend.[12]
- Horst Klatt, Maschinist auf U 612, überlebte am 23. September 1944 eine weitere Versenkung, als das Monsun-Boot U 859 vor Penang von dem britischen U-Boot Trenchant versenkt wurde.[13]